# Nowy Sącz Chełmiec
Nowy Sącz Chełmiec – przystanek kolejowy położony na obrzeżach miasta Nowy Sącz, dawniej był to przystanek czynny dla pociągów pasażerskich. Z powodu modernizacji linii kolejowej nr 104 przystanek został wyłączony z ruchu pasażerskiego.
Przystanek został uruchomiony w lecie 1951 roku.

## Informacja
- Budka dróżnika – nieczynna
- Peron 1
- Tor 1
- Kasa – nieczynna

## Budynek
Budynek został zburzony wraz z modernizacją linii kolejowej nr 104 Chabówka - Nowy Sącz. W przyszłości powstanie tu peron wraz z nowym budynkiem. 